# Claude Nicolas Ledoux

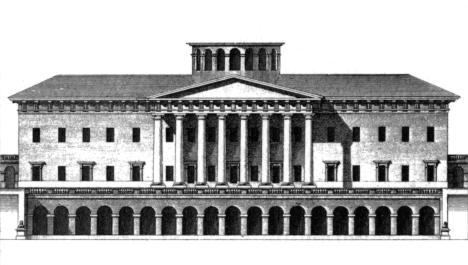
Château de Mauperthuis, 1763 (afgebroken)

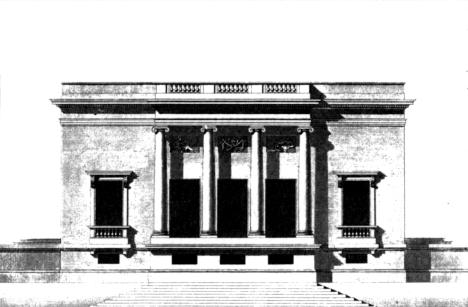
Het paviljoen voor Madame du Barry (1770)

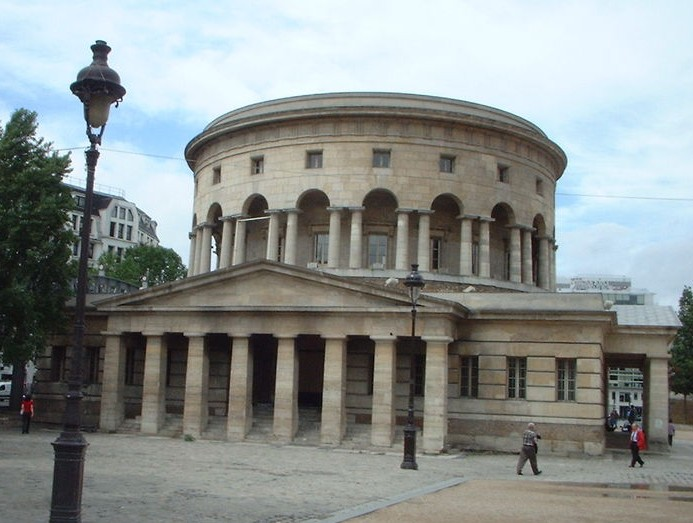
Rotonde de la Villette op het Place de Stalingrad, een oud tolhuis (1785)

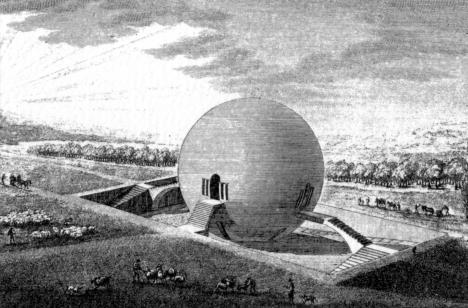
Ontwerp voor het huis van de tuinman (1804)

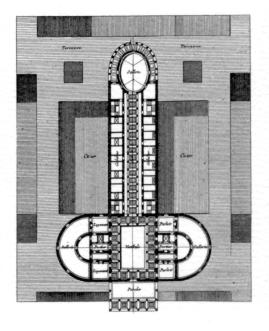
Ontwerp voor het huis van plezier

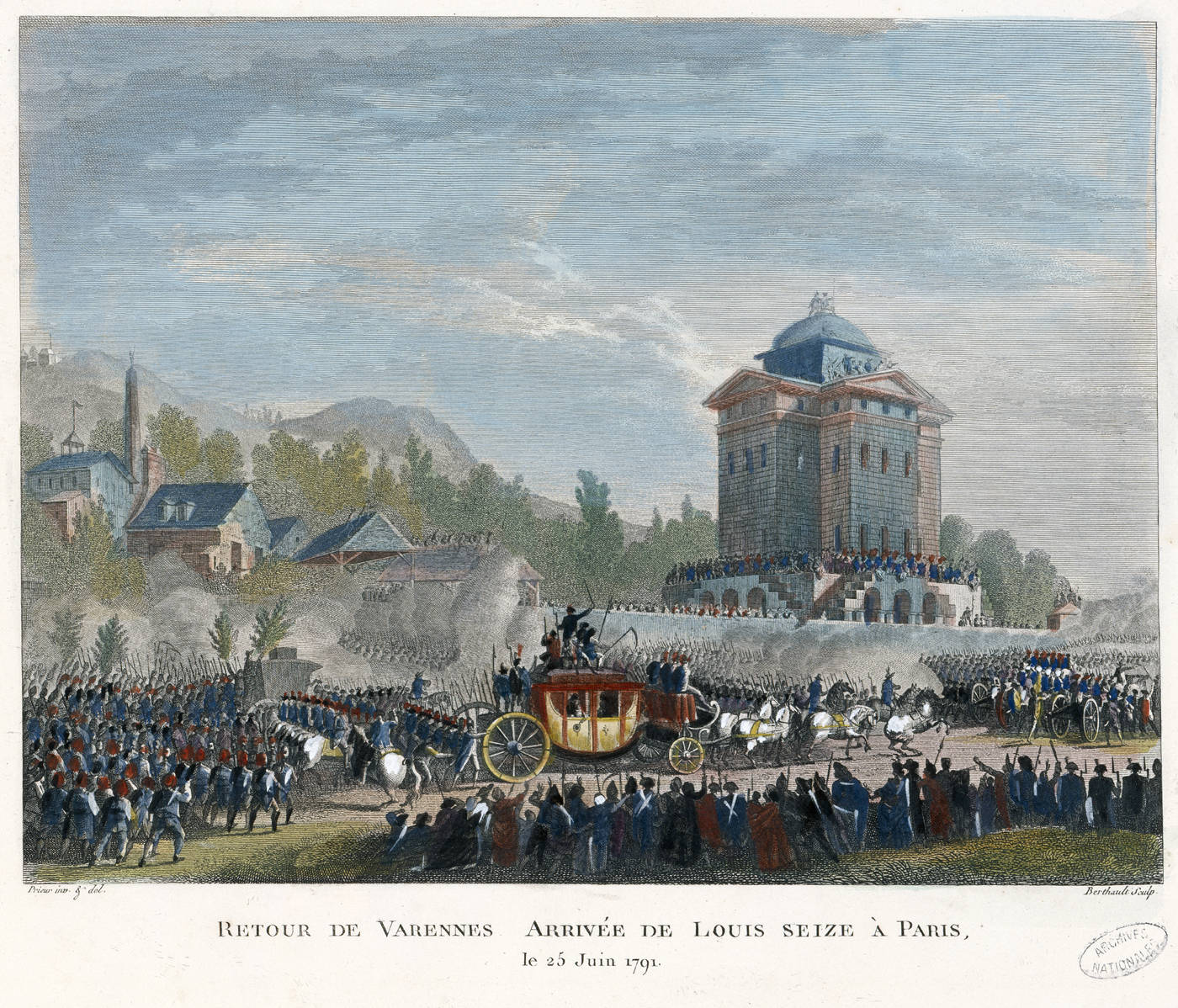
De terugkeer van Lodewijk XVI met op de achtergrond een gebouw van Ledoux

Claude Nicolas Ledoux (Dormans, 21 maart 1736 – Parijs, 19 november 1806) was een Franse architect. Hij ontwikkelde een strenge, monumentale stijl op basis van simpele geometrische motieven: cirkels, recht- en driehoeken, beter bekend als het neoclassicisme, en schaduwen. Ledoux stond symbool voor het absolutisme. Le Corbusier en Albert Speer zijn door hem beïnvloed.

## Biografie
Ledoux werd geboren in Dormans-sur-Marne. Hij ontving een stipendium voor een studie aan het Collège de Beauvais in Paris, waar hij in 1749 begon. Vervolgens ging hij in de leer als graveur. Daarop volgde een periode van vier jaar in de provincies Bourgondië en Champagne. Rond 1765 bouwde hij kerken, bruggen en dorpsschooltjes, onder andere in Rolampont, Cruzy-le-Châtel en Fouvent-le-Haut. Tussen 1769 en 1771 verbleef hij in London, een belangrijke impuls voor zijn werk. In Parijs maakte hij naam als ontwerper van herenhuizen, onder andere voor de favoriet van Lodewijk XV, Madame du Barry. Dankzij haar kreeg hij veel overheidsopdrachten en werd een van de meest gevraagde architecten. Bij de villa Thélusson, ontworpen voor de weduwe van een Zwitserse bankier, was de toeloop zo groot, dat men overging tot het heffen van entreegelden.

### Zoutziederij
In 1771 werd hij gevolmachtigde voor de zoutmijnen in de Franche-Comté en Lotharingen. Ledoux ontwikkelde tussen 1773 en 1779 elf monumentale gebouwen voor de Koninklijke zoutziederij van Arc-et-Senans, tegenwoordig op de lijst van werelderfgoed. Zout was een winstgevend product en de gabelle een belangrijke belasting in het toenmalige Frankrijk. De werkplaats heeft geen schoorstenen, de rook ontsnapte via de dakkapellen. Er waren woningen voor de arbeiders met een gezamenlijke keuken. Het pekelwater werd aangevoerd via een houten pijpleiding van 23km lengte. Nadat de fabriek rond 1926 werd gesloten, zijn de gebouwen in de Tweede Wereldoorlog gebruikt als interneringskamp voor zigeuners. Zijn ontwerp voor een kanonnenfabriek is nooit uitgevoerd.

### Belastingmuur
Ledoux was in 1784 de architect van de "Muur van de Belastingpachters" en bijbehorende gebouwen. Parijs werd twee en een half maal zo groot: van de Arc de Triomphe tot de Place de la Nation. Overigens was de nieuwe muur, 24 km lang en met zes torens, erg ruim bemeten. Aan de oostkant was nog maar weinig stedelijke bebouwing. Op het project kwam veel kritiek.

### Nadagen
Tijdens de Franse Revolutie viel Ledoux in ongenade, zat een jaar gevangen en had daarna nauwelijks nog bouwkundige opdrachten. Onder Napoleon Bonaparte werden de gehate tolpoorten van het ancien régime, die tijdens de Franse Revolutie al zwaar beschadigd werden definitief gesloopt. Van de vijftig à zestig tolpoorten zijn er maar vier overgebleven. Daarnaast staat hij bekend als utopist. Ledoux ontwierp een bordeel in de vorm van een fallus. In 1804 publiceerde hij zijn L'Architecture considerée sous le rapport de l'art, des moeurs et de la législation met briljante gravures.

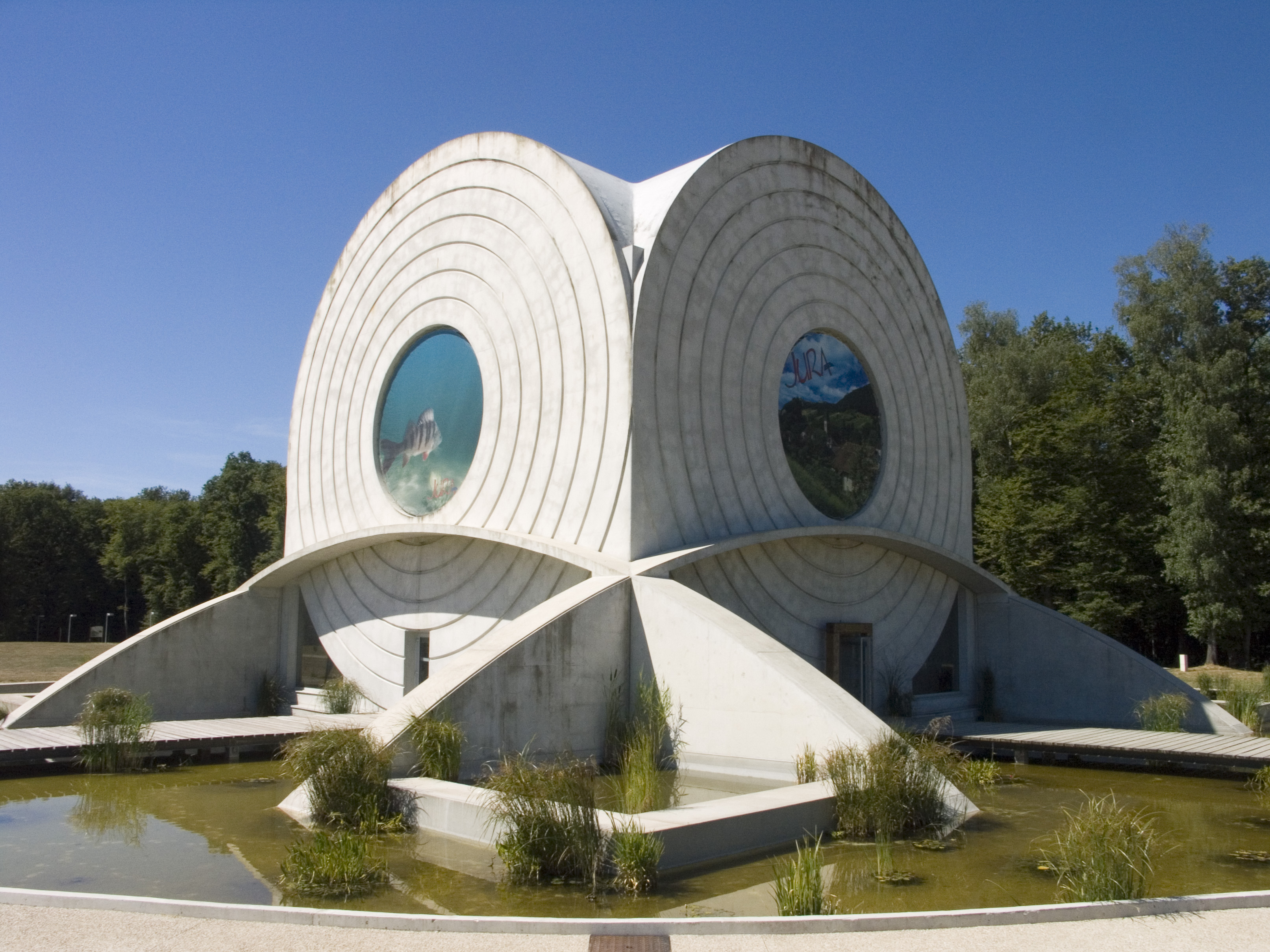
Pavillon des Cercles.

## Bron
- Louis Sébastien Mercier. Niemand ontbijt meer met een glas wijn. Tableau van Parijs 1781-1788. Gekozen, vertaald en bezorgd door Willem Derks. Privé-Domein, nr. 235.
- Wim Noordhoek (2007). Verlichting. In: VPRO-gids, nr. 33, p. 19.

- Bibsys: 90051011
- Biblioteca Nacional de España: XX4578920
- Bibliothèque nationale de France: cb11988403k (data)
- Catàleg d'autoritats de noms i títols de Catalunya: 981058511919506706
- CiNii: DA00889893
- Gemeinsame Normdatei: 118570781
- International Standard Name Identifier: 0000 0001 1765 3516
- KulturNav: b92a0cf4-e74a-4d6a-a9c1-026e6f2b4e0e
- Library of Congress Control Number: n81033737
- Nationale Bibliotheek van Letland: 000182225
- Bibliotheek van het Japanse parlement: 00620987
- Nationale Bibliotheek van Tsjechië: xx0164730
- Nationale Bibliotheek van Israël: 987007447966505171
- Nationale en Universitaire bibliotheek Zagreb: 000387579
- Nederlandse Thesaurus van Auteursnamen: 068685300
- RKD-Nederlands Instituut voor Kunstgeschiedenis: 101471
- Istituto Centrale per il Catalogo Unico: VEAV027316
- SNAC: w6ht4bvm
- Système universitaire de documentation: 027319407
- Trove: 1279035
- Union List of Artist Names: 500006461
- Virtual International Authority File: 59091718
- WorldCat: E39PBJtxfjCjYxBHrp3GBHC4v3